# Лантратов, Сергей Петрович
Сергей Петрович Лантратов (3 мая 1956 — 17 июля 2017, Новокузнецк) — советский хоккеист, российский хоккейный тренер. Рекордсмен клуба «Металлург» (Новокузнецк) по числу заброшенных шайб.

## Биография
Воспитанник новокузнецкого хоккея, с пятого класса занимался в команде «Юность», а с 1970 года — в школе «Металлурга» у Владимира Яковлевича Чернова. Дебютный матч в составе местного «Металлурга» сыграл в декабре 1972 года против рижского «Динамо». Выступал в родном клубе до 1978 года, затем провёл два сезона в новосибирском СКА и один — в «Ижстали». С 1981 года до конца карьеры снова выступал за новокузнецкий клуб. Долгое время играл в тройке нападения со Анатолием Степановым, третьими игроками были в разное время Сергей Абрамов и Александр Корниченко. Носил прозвище Бригадир.
Всего за карьеру сыграл 698 матчей в первенствах СССР в первой и второй лиге и набрал 734 очка (564+170). Является рекордсменом «Металлурга» по числу заброшенных шайб (413).
Выступал за юношескую и молодёжную сборную СССР. В составе юношеской сборной (U19) становился чемпионом Европы (1975) и серебряным призёром (1974). В составе молодёжной сборной (U20) дважды выигрывал золото чемпионата мира — в 1975 и 1976 годах.
По окончании игровой карьеры работал в тренерском штабе новокузнецкого «Металлурга» (1993—1994 и 1996—2000).

## Личная жизнь
Два сына, Сергей (род. 1975) и Владислав (род. 1983) также занимались хоккеем на профессиональном уровне.
Скончался 17 июля 2017 года на 62-м году жизни в новокузнецкой больнице № 29 после неудачно прошедшей операции.